# Campeonato Europeo de Atletismo de 1978
El XII Campeonato Europeo de Atletismo se celebró en Praga (Checoslovaquia) entre el 29 de agosto y el 3 de septiembre de 1978 bajo la organización de la Asociación Europea de Atletismo (EAA) y la Federación Checoslovaca de Atletismo. 
Las competiciones se realizaron en el Estadio Evžena Rošického de la capital checoslovaca.

## Resultados

### Masculino
| Evento             | Oro                                                                                           | Plata                                                                                      | Bronce                                                                                           |
| ------------------ | --------------------------------------------------------------------------------------------- | ------------------------------------------------------------------------------------------ | ------------------------------------------------------------------------------------------------ |
| 100 m              | Pietro Mennea · Italia · 10,27                                                                | Eugen Ray República Democrática Alemana 10,36                                              | Vladimir Ignatenko Unión Soviética 10,37                                                         |
| 200 m              | Pietro Mennea · Italia · 20,16                                                                | Olaf Prenzler República Democrática Alemana 20,61                                          | Peter Muster · Suiza · 20,64                                                                     |
| 400 m              | Franz-Peter Hofmeister Alemania Occidental 45,73                                              | Karel Kolář Checoslovaquia 45,77                                                           | Francis Demarthon Francia 45,97                                                                  |
| 800 m              | Olaf Beyer República Democrática Alemana 1:43,8                                               | Steve Ovett Reino Unido 1:44,1                                                             | Sebastian Coe Reino Unido 1:44,8                                                                 |
| 1.500 m            | Steve Ovett Reino Unido 3:35,6                                                                | Eamonn Coghlan Irlanda 3:36,6                                                              | David Moorcroft Reino Unido 3:37,7                                                               |
| 5.000 m            | Venanzio Ortis · Italia · 13:28,5                                                             | Markus Ryffel · Suiza · 13:28,6                                                            | Alexandr Fedotkin Unión Soviética 13:28,6                                                        |
| 10.000 m           | Martti Vainio · Finlandia · 27:31,0                                                           | Venanzio Ortis · Italia · 27:31,5                                                          | Alexandr Antipov Unión Soviética 27:31,5                                                         |
| 110 m vallas       | Thomas Munkelt República Democrática Alemana 13,54                                            | Jan Pusty · Polonia · 13,55                                                                | Arto Bryggare · Finlandia · 13,56                                                                |
| 400 m vallas       | Harald Schmid Alemania Occidental 48,51                                                       | Dmitri Stukalov Unión Soviética 49,72                                                      | Vasili Arkhipenko Unión Soviética 49,77                                                          |
| 3.000 m obstáculos | Bronisław Malinowski · Polonia · 8:15,1                                                       | Patriz Ilg Alemania Occidental 8:16,9                                                      | Ismo Toukonen · Finlandia · 8:18,3                                                               |
| 20 km marcha       | Roland Wieser República Democrática Alemana 1:23:11                                           | Piotr Pochenchuk Unión Soviética 1:23:43                                                   | Anatoli Solomin Unión Soviética 1:24:11                                                          |
| 50 km marcha       | Jordi Llopart España 3:53:29                                                                  | Veniamin Soldatenko Unión Soviética 3:55:12                                                | Jan Ornoch · Polonia · 3:57:23                                                                   |
| Maratón            | Leonid Moseyev Unión Soviética 2:11:57                                                        | Nikolai Penzin Unión Soviética 2:11:59                                                     | Karel Lismont · Bélgica · 2:12:02                                                                |
| Salto de altura    | Vladimir Yashchenko Unión Soviética 2,30 m                                                    | Alexandr Grigoriev Unión Soviética 2,28 m                                                  | Rolf Beilschmidt República Democrática Alemana 2,28 m                                            |
| Salto con pértiga  | Vladimir Trofimenko Unión Soviética 5,55                                                      | Antti Kalliomäki · Finlandia · 5,50                                                        | Rauli Pudas · Finlandia · 5,45                                                                   |
| Salto de longitud  | Jacques Rousseau Francia 8,18                                                                 | Nenad Stekić Yugoslavia 8,12                                                               | Vladimir Tsepeliev Unión Soviética 8,01                                                          |
| Salto triple       | Miloš Srejović Yugoslavia 16,94                                                               | Viktor Saneyev Unión Soviética 16,93                                                       | Anatoli Piskulin Unión Soviética 16,87                                                           |
| Peso               | Udo Beyer República Democrática Alemana 21,08                                                 | Alexandr Barishnikov Unión Soviética 20,68                                                 | Wolfgang Schmidt República Democrática Alemana 20,30                                             |
| Disco              | Wolfgang Schmidt República Democrática Alemana 66,82                                          | Markku Tuokko · Finlandia · 64,90                                                          | Imrich Bugár Checoslovaquia 64,66                                                                |
| Martillo           | Yuri Sedykh Unión Soviética 77,28                                                             | Roland Steuk República Democrática Alemana 77,24                                           | Karl-Hans Riehm Alemania Occidental 77,02                                                        |
| Jabalina           | Michael Wessing Alemania Occidental 89,12                                                     | Nikolay Grebnyev Unión Soviética 87,82                                                     | Wolfgang Hanisch República Democrática Alemana 83,66                                             |
| 4 x 100 m          | Polonia · 38,58 · Zenón Nowosz · Zenon Licznerski · Leszek Dunecki · Marian Woronin           | República Democrática Alemana 38,78 Manfred Kokot Eugen Ray Olaf Prenzler Alexander Thieme | Unión Soviética 38,82 Sergey Vladimirsev Nikolay Kolesnikov Aleksandr Aksinin Vladimir Ignatenko |
| 4 x 400 m          | Alemania Occidental 3:02,0 Martin Weppler Franz-Peter Hofmeister Bernd Herrmann Harald Schmid | Polonia · 3:03,6 · Jerzy Włodarczyk · Zbigniew Jaremski · Cezary Łapiński · Ryszard Podlas | Checoslovaquia 3:04,0 Josef Lomický František Brečka Miroslav Tulis Karel Kolář                  |
| Decatlón           | Alexandr Grebeniuk Unión Soviética 8.340 pts.                                                 | Daley Thompson Reino Unido 8.289 pts.                                                      | Siegfried Stark República Democrática Alemana 8.208 pts.                                         |

### Femenino
| Evento            | Oro                                                                                                  | Plata                                                                                             | Bronce                                                                                            |
| ----------------- | --- | ------------------------------------------------------------------------------------------------- | ------------------------------------------------------------------------------------------------- |
| 100 m             | Marlies Göhr República Democrática Alemana 11,13                                                     | Linda Haglund · Suecia · 11,29                                                                    | Liudmila Maslakova Unión Soviética 11,31                                                          |
| 200 m             | Liudmila Kondratieva Unión Soviética 22,52                                                           | Marlies Göhr República Democrática Alemana 22,53                                                  | Carla Bodendorf República Democrática Alemana 22,64                                               |
| 400 m             | Marita Koch República Democrática Alemana 48,94                                                      | Christina Brehmer República Democrática Alemana 50,38                                             | Irena Szewińska · Polonia · 50,50                                                                 |
| 800 m             | Tatiana Providokhina Unión Soviética 1:55,8                                                          | Nadezhda Mushta Unión Soviética 1:55,8                                                            | Zoya Riger Unión Soviética 1:56,6                                                                 |
| 1.500 m           | Giana Romanova Unión Soviética 3:59,0                                                                | Natalia Mărăşescu · Rumania · 3:59,8                                                              | Totka Petrova Bulgaria 4:00,2                                                                     |
| 3.000 m           | Svetlana Ulmasova Unión Soviética 8:33,2                                                             | Natalia Mărăşescu · Rumania · 8:33,5                                                              | Grete Waitz · Noruega · 8:34,3                                                                    |
| 100 m vallas      | Johanna Klier República Democrática Alemana 12,62                                                    | Tatiana Anisimova Unión Soviética 12,67                                                           | Gudrun Berend República Democrática Alemana 12,73                                                 |
| 400 m vallas      | Tatiana Zelentsova Unión Soviética 54,89                                                             | Silvia Hollmann Alemania Occidental 55,14                                                         | Karin Rossley República Democrática Alemana 55,36                                                 |
| Salto de altura   | Sara Simeoni · Italia · 2,01 m                                                                       | Rosemarie Ackermann República Democrática Alemana 1,99 m                                          | Brigitte Holzapfel Alemania Occidental 1,95 m                                                     |
| Salto de longitud | Vilma Bardauskiene Unión Soviética 6,88                                                              | Ángela Voigt República Democrática Alemana 6,79                                                   | Jarmila Nygrýnová Checoslovaquia 6,69                                                             |
| Peso              | Ilona Slupianek República Democrática Alemana 21,41                                                  | Helena Fibingerová Checoslovaquia 20,86                                                           | Margitta Droese República Democrática Alemana 20,58                                               |
| Disco             | Evelin Jahl República Democrática Alemana 66,98                                                      | Margitta Droese República Democrática Alemana 64,04                                               | Natalia Gorbachova Unión Soviética 63,58                                                          |
| Jabalina          | Ruth Fuchs República Democrática Alemana 69,16                                                       | Theresa Sanderson Reino Unido 62,40                                                               | Ute Hommola República Democrática Alemana 62,32                                                   |
| 4 x 100 m         | Unión Soviética 42,54 Vera Anisimova Lyudmila Maslakova Lyudmila Kondratyeva Lyudmila Storozhkova    | Reino Unido 42,72 Beverley Goddard Kathy Smallwood Sharon Colyear Sonia Lannaman                  | República Democrática Alemana 43,07 Johanna Klier Monika Hamann Carla Bodendorf Marlies Göhr      |
| 4 x 400 m         | República Democrática Alemana 3:21,2 Christiane Marquardt Barbara Krug Christina Brehmer Marita Koch | Unión Soviética 3:22,5 Tatyana Prorochenko Nadezhda Mushta Tatyana Providokhina Mariya Kulchunova | Polonia · 3:26,8 · Małgorzata Gajewska · Krystyna Kacperczyk · Genowefa Błaszak · Irena Szewińska |
| Pentatlón         | Nadezhda Tkachenko Unión Soviética 4.744 pts.                                                        | Margit Papp · Hungría · 4.655 pts.                                                                | Burglinde Pollak República Democrática Alemana 4.600 pts.                                         |

## Medallero
| Núm. | País           | Oro | Plata | Bronce | Total |
| ---- | -------------- | --- | ----- | ------ | ----- |
| 1    | URSS           | 13  | 11    | 12     | 36    |
| 2    | RDA            | 12  | 9     | 10     | 31    |
| 3    | RFA            | 4   | 2     | 2      | 8     |
| 4    | Italia         | 4   | 1     | 0      | 5     |
| 5    | Polonia        | 2   | 2     | 3      | 7     |
| 6    | Reino Unido    | 1   | 4     | 2      | 7     |
| 7    | Finlandia      | 1   | 2     | 3      | 6     |
| 8    | Yugoslavia     | 1   | 1     | 0      | 2     |
| 9    | Francia        | 1   | 0     | 1      | 2     |
| 10   | España         | 1   | 0     | 0      | 1     |
| 11   | Checoslovaquia | 0   | 2     | 3      | 5     |
| 12   | Rumania        | 0   | 2     | 0      | 2     |
| 13   | Suiza          | 0   | 1     | 1      | 2     |
| 14   | Hungría        | 0   | 1     | 0      | 1     |
| 14   | Irlanda        | 0   | 1     | 0      | 1     |
| 14   | Suecia         | 0   | 1     | 0      | 1     |
| 17   | Bélgica        | 0   | 0     | 1      | 1     |
| 17   | Bulgaria       | 0   | 0     | 1      | 1     |
| 17   | Noruega        | 0   | 0     | 1      | 1     |
|      | TOTAL          | 40  | 40    | 40     | 120   |